# أورانياستاد (سينت أوستاتيوس)

شعار سينت أوستاتيوس ويظهر بركان كويل، مدخل حصن أوراني وسمكة

أورانياستاد (بالهولندية: Oranjestad، وتعني مدينة البرتقال) مدينة صغيرة يقطنها حوالي 1000 نسمة، وهي عاصمة جزيرة سينت أوستاتيوس بالجزر الكاريبية الهولندية.